# My Favourite Game
My Favourite Game è un singolo del gruppo musicale svedese The Cardigans, pubblicato il 5 ottobre 1998 come primo estratto dal quarto album in studio Gran Turismo.

## Descrizione
Il brano è stato scritto dal chitarrista Peter Svensson insieme alla cantante Nina Persson ed è stato utilizzato nella colonna sonora del videogioco Gran Turismo 2.

## Video musicale
Il videoclip, diretto da Jonas Åkerlund e filmato nel deserto del Mojave in California, mostra Persson guidare in modo spericolato la propria automobile mentre il pedale dell'acceleratore viene tenuto schiacciato da una pietra. Per tutto il tragitto vengono causati danni e distruzione. Il video si conclude con la terribile collisione della vettura con un furgone, in cui si trovano gli altri membri del gruppo.
Ci sono quattro finali alternativi del video che mostrano altrettanti possibili scenari successivi all'incidente:
- nel primo il corpo di Persson vola oltre il furgone e subito dopo viene mostrata morta sull'asfalto;
- nel secondo la cantante atterra viva, ma viene colpita dalla pietra che aveva utilizzato per accelerare l'auto;
- nel terzo viene decapitata dal parabrezza dell'auto e subito dopo viene mostrata la testa di un manichino;
- nel quarto, dopo essere volata oltre il furgone, la cantante si rimette in piedi e continua a camminare.

Molte emittenti musicali preferiscono mandare in onda una versione completamente censurata, dove si vede semplicemente la cantante guidare tranquillamente lungo il tragitto.

## Tracce
CD 1
1. My Favourite Game - 3:36
2. War (First try) - 4:07
3. Sick & Tired (live) - 3:24

CD 2
1. My Favourite Game - 3:36
2. My Favourite Game (Wubbledub mix)
3. Lovefool (live)

CD maxi singolo
1. My Favourite Game - 3:36
2. War (First try) - 4:07
3. War - 3:56

## Classifiche
| Classifica (1998) | Posizione massima |
| ----------------- | ----------------- |
| Belgio (Fiandre)  | 44                |
| Canada            | 19                |
| Francia           | 27                |
| Nuova Zelanda     | 36                |
| Paesi Bassi       | 15                |
| Regno Unito       | 14                |
| Svezia            | 3                 |